# Turaczi
Turaczi (ros. Турачи) – wieś (dieriewnia) w Rosji, w Baszkortostanie, w rejonie iliszewskim. W 2021 liczyła 146 mieszkańców.